# 绿谷制药
绿谷制药是绿谷（集团）有限公司旗下的制药企业，总部设在上海，包括上海绿谷制药有限公司和西安绿谷制药有限公司，现董事长为吕松涛。

## 历史
绿谷（集团）有限公司成立于1997年，前身为上海巨人集团。上海绿谷制药有限公司，简称上海绿谷制药，成立于2000年5月，是中国科学院上海药物研究所与上海绿谷（集团）有限公司共同组建的制药企业。西安绿谷制药有限公司，简称西安绿谷制药，成立于1999年4月，前身为陕西省明德制药厂。

## 争议

### 贿赂官员
原陕西省卫生厅药政处处长赵斯安在1996年2月15日、5月15日先后两次收受上海巨人集团出资、西安市第八医院下属企业明德制药厂送上的现金，构成受贿罪。上海巨人集团和陕西明德制药厂分别是绿谷集团和西安绿谷制药公司的前身，负责人都是吕松涛。
1998年2月19日，陕西省西安市中级人民法院对赵斯安的受贿行为作出有期徒刑2年、缓刑3年的刑事处罚。

### 虚假宣传及贩卖假药
1996年起，上海绿谷集团先后推出了三代所谓的抗癌产品，分别是“中华灵芝宝”、“双灵固本散”和“绿谷灵芝宝”。抗癌保健品“中华灵芝宝”因虚假宣传屡被北京、湖南、江西等工商行政管理部门查处，但却在保健品大限（2002年12月31日）前，顺利完成由“卫药健字”向“国药准字B”的晋级。2002年11月26日，由原国家药品监督管理局批准转为国药准字 B20020428，并更名为“双灵固本散”。2007年4月，双灵固本散的药品文号因伪造申报材料被国家食品药品监督管理局注销，之后，上海绿谷集团又推出了“绿谷灵芝宝”。
2001年，山东省滕州市检察院检察官刘运毅起诉绿谷集团。

### “九期一”论文疑似造假
PubPeer网站对耿美玉课题组发表的4篇论文发出质疑，认为存在图片不当裁剪、一图多用等问题。
2019年11月29日，首都医科大学校长饶毅实名举报李红良、裴钢、耿美玉造假，称耿美玉的文章“不造假是不可能的”。
2021年1月21日，科技部发布调查结论，指耿美玉的论文未发现有造假，但存在“图片误用”。
2021年1月30日，绿谷制药回应，称饶毅的言论毫无事实依据，要求停止名誉损害行为并删除不实言论。